# Fanny Chmelar
Fanny Chmelar, född 31 oktober 1985, är en alpin skidåkare från Tyskland. Hennes bästa individuella resultat i världscupen är en andra plats i slalom den 13 mars 2009 i Åre, Sverige. Hon debuterade i världscupen 29 december 2005.

## Fotnoter
1. ↑  läs online, www.fanny-chmelar.de .[källa från Wikidata]
2. ↑  FIS databas, FIS-alpinskidåkar-ID: 10037, läst: 26 april 2022.[källa från Wikidata]